# Mesochorus absonus
Mesochorus absonus là một loài tò vò trong họ Ichneumonidae.